# شعب سورما
شعب سورما هي مجموعة عرقية توجد في إثيوبيا تتكون من ثلاث مجاميع هي - تشاي ، وتيماجا ، وسوري باالي - تعيش في جنوب غرب إثيوبيا.